# سنگین‌نگهبان
سنگین‌نگهبان (نام علمی: Barameda) نام یک سرده از تیره ریشه‌دندان‌سانان است.